# Nyaa
Nyaa是一个侧重于东亚（中国、日本及韩国）多媒体资源的BitTorrent站点。它也是世界上最大的动漫专用种子索引站。在2011年的时候该网站一些用户就已经被列为版权侵害的目标。在2014年该网站已被日本政府确定为主要的数字盗版网站。
在2014年9月上旬该网站曾遭受大规模的DDoS攻击。
2017年5月1日，该站的.se、.eu和.org域名被该站或DNS管理员置为非活动状态，网站下线。其后不久，德国公司Goodlabs买下.eu域名，并换成钓鱼网站引导用户下载恶意软件。
2017年5月10日，该站于.si域名重新上线，并命名为NyaaV2，继承原站的全部资源。
2018年7月22日，该站.si域名遭到DDoS攻击，下线约7个小时。